# Marie Brûlart
Marie Brûlart, hertiginna de Luynes, född 1684, död 1763, var en fransk hovfunktionär. Hon var hovdam och gunstling hos Frankrikes drottning Marie Leszczyńska. 
Brûlart var dotter till Nicolas Brûlart, marquis de La Borde, och Marie Bouthillier. Hon gifte sig 1704 med Louis Joseph de Béthune, markis de Chârost (1681–1709), och därefter med hovkrönikören Charles Philippe d'Albert de Luynes, hertig de Luynes (1695–1758). 
Hon var första hovdam hos Marie Leszczyńska från 1735 till sin död 1763, och var tillsammans med maken känd som drottningens närmaste vänner och förtrogna. Hon kände med tiden en viss motvillig respekt för Madame de Pompadour, även om detta inte förändrade hennes lojalitet mot Marie Leszczyńska. Hon efterträddes i sin hovtjänst av Anne de Noailles.